# لوئیز کید
لوئیز کید (اسپانیایی: Luis Cid‎; ۹ دسامبر ۱۹۲۹ – ۱۳ فوریهٔ ۲۰۱۸) مربی فوتبال اهل اسپانیا بود.
وی سرمربی باشگاه‌هایی چون اسپورتینگ خیخون، رئال ساراگوسا، سویا، رئال بتیس، اتلتیکو مادرید و الچه بوده است.